# An Thành
An Thành là một xã thuộc huyện Đak Pơ, tỉnh Gia Lai, Việt Nam.

## Địa lý
Xã An Thành có vị trí địa lý:
- Phía đông giáp thị trấn Đak Pơ
- Phía tây giáp xã Hà Tam
- Phía nam giáp xã Yang Bắc
- Phía bắc giáp huyện Kbang.

Xã An Thành có diện tích 43,93 km², dân số năm 2003 là 2.058 người, mật độ dân số đạt 47 người/km².

## Lịch sử
Xã An Thành được thành lập vào năm 1994 trên cơ sở tách một phần diện tích và dân số của xã Hà Tam. Khi mới thành lập, xã An Thành thuộc huyện An Khê cũ.
Ngày 9 tháng 12 năm 2003, huyện An Khê chia tách thành thị xã An Khê và huyện Đak Pơ, xã An Thành trực thuộc huyện Đak Pơ mới thành lập. Đồng thời, một phần diện tích và dân số của xã An Thành được tách ra để thành lập xã Đak Pơ (nay là thị trấn Đak Pơ).
Sau khi điều chỉnh địa giới hành chính, xã An Thành còn lại 4.393,20 ha diện tích tự nhiên và 2.058 nhân khẩu.